# علم النفس التجاري
يشير علم النفس التجاري إلى الجوانب العقلية والعاطفية التي تتحكم بقرارات التاجر، وهي عنصر مهم في تقرير مدى نجاحه أو فشله في عملية التجارة، حيث تلعب مجموعة من المشاعر دورا مهما في العملية التجارية مثل الطمع، والخوف، والندم.
يُعرف الطمع بأنه رغبة ملحة بجمع المزيد من الثروة، ويمكن أن يكون لها آثارا مفيدة أو مدمرة تبعا لكيفية استخدام التاجر لها في ظروف مختلفة، حيث يكون لها نتائج إيجابية في حال الأسواق الصاعدة والأسهم ذات الربح المتزايد، حيث أنه كلما طال استمرار التاجر في اللعبة التجارية كلما ازدادت ثروته، وبالعكس فإن آثار الشجع سلبية في حال هبوط الأسهم المفاجئ.
أما الخوف في المقابل فهو على العكس تماما من الطمع فهو يمنع التاجر من اتخاذ أي خطوة في عملية التجارة، وكما الحال في الطمع يمكن أن يكون الخوف مفيدا أو مدمرا اعتمادا على وضع السوق.
على التاجر أن يأخذ شعورا آخر بعين الاعتبار وهو الندم، فهناك العديد من التجار الذين اندفعوا لتجارة معينة انطلاقا من شعورهم بالندم وانتهى بهم الأمر إلى خسارة المزيد من الأموال بسبب ذلك.
إذا اردنا أن نحقق تجارة رابحة لابد من أخد علم النفس التجاري بعين الاعتبار.